# Grupa Heisenberga
Grupa Heisenberga – grupa macierzy trójkątnych górnych {\displaystyle 3\times 3} postaci {\displaystyle {\begin{bmatrix}1&x&y\\0&1&z\\0&0&1\end{bmatrix}}} z działaniem mnożenia macierzy, elementy {\displaystyle x,y,z} należą do dowolnego pierścienia przemiennego z jednością. Zazwyczaj przyjmowany jest pierścień liczb rzeczywistych lub liczb całkowitych. Nazwa pochodzi od imienia fizyka teoretycznego Wernera Heisenberga.
Wynik mnożenia dwóch macierzy ma postać: {\displaystyle {\begin{bmatrix}1&x&y\\0&1&z\\0&0&1\end{bmatrix}}}{\displaystyle \cdot } {\displaystyle {\begin{bmatrix}1&x'&y'\\0&1&z'\\0&0&1\end{bmatrix}}} = {\displaystyle {\begin{bmatrix}1&x+x'&y+y'+xz'\\0&1&z+z'\\0&0&1\end{bmatrix}}.}
Elementem neutralnym grupy Heisenberga jest macierz jednostkowa, a elementem odwrotnym jest {\displaystyle {\begin{bmatrix}1&x&y\\0&1&z\\0&0&1\end{bmatrix}}^{-1}={\begin{bmatrix}1&-x&xz-y\\0&1&-z\\0&0&1\end{bmatrix}}.}
Grupa ta jest izomorficzna ze zbiorem trójek {\displaystyle (x,y,z),} w którym definiuje się działanie {\displaystyle \odot {:}}
{\displaystyle (x,y,z)\odot (x',y',z')=(x+x',y+y'+xz',z+z'),}
elementem neutralnym jest:
{\displaystyle (0,0,0)}
oraz
{\displaystyle (x,y,z)^{-1}=(-x,-y+xz,-z).}

## Dyskretna grupa Heisenberga
Jeśli elementy macierzy {\displaystyle x,y,z} są liczbami całkowitymi, to grupę Heisenberga określa się jako dyskretną grupę Heisenberga i oznacza się {\displaystyle H_{3}(Z).}
Jest to nieabelowa grupa nilpotentna, która ma dwa generatory,
{\displaystyle a={\begin{bmatrix}1&1&0\\0&1&0\\0&0&1\end{bmatrix}},\ b={\begin{bmatrix}1&0&0\\0&1&1\\0&0&1\end{bmatrix}}.}
Zachodzące w niej następujące zależności
{\displaystyle c=aba^{-1}b^{-1},\ ac=ca,\ bc=cb,}
gdzie {\displaystyle c={\begin{bmatrix}1&0&1\\0&1&0\\0&0&1\end{bmatrix}}} jest generatorem Centrum grupy {\displaystyle H_{3}.}